# Баня-Лукская епархия
Баня-Лу́кская епархия (серб. Епархија бањалучка) — епархия Сербской православной церкви на территории северо-западной части Боснии.

## История
В 1900 году в составе Константинопольской православной церкви была учреждена Баня-Лукско-Бихачская епархия путём выделения из Дабро-Боснийской митрополии. На территории епархии действовали свыше 200 церквей и часовен.
12 июля 1924 года Баня-Лукско-Бихачская епархия была разделена на Баня-Лукскую епархию и Бихачскую епархию.
Накануне Второй мировой войны в епархии было 167 храмов, 103 церковные общины, 102 прихода и 2 действующих монастыря (Гомионица и Моштаница). Православная паства насчитывала 424075 человек.
После оккупации Югославии немецкими войсками в 1940 году епархия оказалась на территории образованного 12 апреля 1941 года независимого государства Хорватия, в котором Сербская церковь подвергалась жестоким гонениям. За время второй мировой войны в епархии разрушены 64 православных храма и 1 монастырь, 34 приходских дома, уничтожено 94 церковных архива, серьёзно повреждены 21 храм и 3 монастыря. По данным Архиерейского Синода Сербской Православной Церкви на 1945 год, в епархии убито более 100 тысяч православных сербов, погибло 14 священников.
В 1948 году решением Священного Архиерейского Собора епархии передали несколько районов, прежде входивших в Горнокарловацкую епархию.
В результате военных действий 1991-1995 годов в епархии уничтожено 2 православных храма, 3 повреждены, сожжено 2 приходских дома.
Духовным центром епархии являются монастыри Гомионица, Моштаница и Липле.

## Архиерейские наместничества

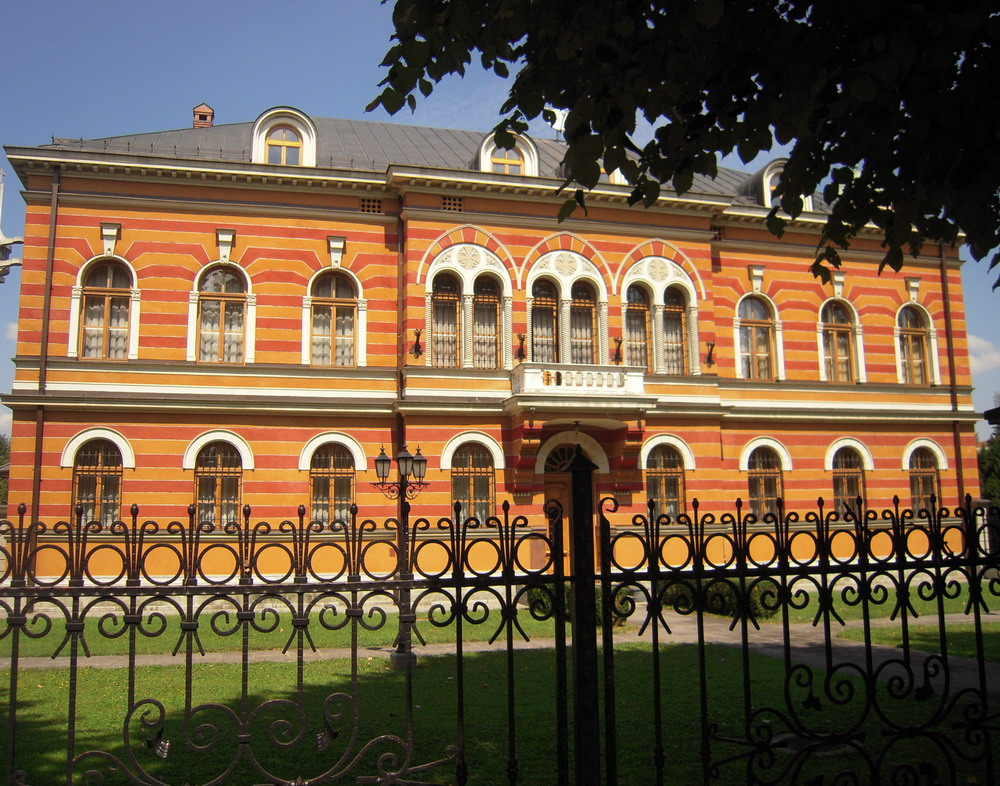
Епархиальное управление Баня-Лукской епархии

- Банялукское
- Градишкое
- Змияньское
- Которварошкое
- Лакташкое
- Яячско-мрконичкое
- Поунское
- Приедорское
- Прняворское
- Србачское

## Монастыри
действующие
- Гомионица
- Крупа-на-Врбасу
- Липле
- Моштаница
- Ступле
- Осовица (у Мотаици, между Кобашами и Прнявором)

восстанавливающиеся
- Милошевац (близ Приедора)
- Карановац (близ Градишки)

разрушенные
- Джюрджевац (близ Приедора)

## Епископы
Константинопольский патриархат
- Евгений (Летица) (5 ноября 1900 — 27 декабря 1907)

Сербский патриархат (с 1920 года)
- Василий (Попович) (28 сентября 1908 — 11 ноября 1938)
- Платон (Йованович) (8 декабря 1939 — 5 мая 1941)
- Василий (Костич) (20 мая 1947 — 20 мая 1961)
- Андрей (Фрушич) (20 мая 1961 — 19 мая 1980)
- Ефрем (Милутинович) (с 19 мая 1980)

викарии
- Савва (Бундало), епископ Марчанский (с 20 мая 2023)